# ماده مؤثره

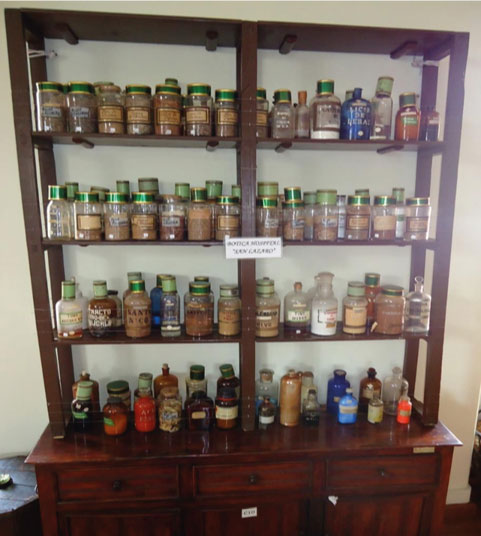
ماده موثره

ماده موثره (به انگلیسی: Active ingredient) ماده یا موادی هستند که در فرمولاسیون دارو و یا افت کش‌ها استفاده شده و از نظر زیستی فعال می‌باشند. این مواد می‌توانند به صورت سنتزی، زیستی و یا گیاهی تهیه شوند. مواد جانبی نقطه مقابل مواد موثره هستند و فاقد فعالیت زیستی و اثر دارویی می‌باشند.